# Roxana Pinto
Roxana Pinto Lopez là một nhà thơ, tiểu thuyết gia và nhà tiểu luận người Costa Rica.

## Tiểu sử
Roxana được sinh ra ở San Jose, Costa Rica. Khi cha cô qua đời, khi cô mới mười ba tuổi, cô chuyển đến Paris để sống với người chú ruột của mình, người là Đại sứ diễn xuất của Costa Rica ở Pháp.  Khi sống ở đó, cô phát hiện ra một số tác giả như Hugo, Duras, Yourcenar và Proust, đã thắp sáng niềm đam mê của cô cho văn học.  Paris thời đó là một thời kỳ sôi động, nơi có nhiều phong trào tồn tại để đổi mới nghệ thuật và tái tạo xã hội, chẳng hạn như những người dẫn đầu bởi Simone de Beauvoir hoặc Michel Foucault. Trong thời đại này, Roxana đã sống qua sự phát triển của một làn sóng mới của các nhà sản xuất phim Pháp như Truffaut, Jean-Luc Godard và nhóm các nhà tình huống.  Những trải nghiệm mà Roxana Pinto đã được tiếp xúc khi còn trẻ ở Paris đã không làm lu mờ công việc của cô, nó duy trì nền tảng của nó trong bối cảnh bình dị, lịch sử và địa lý từ đất nước quê hương cô. 

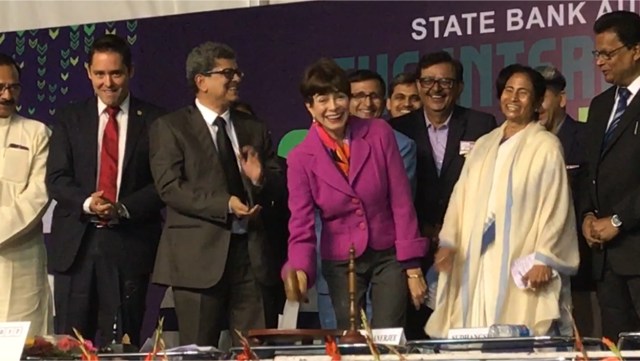
Mamata Banerjee, cùng với tác giả người Tây Ban Nha Roxana Pinto Lopez và nhà thơ Nirendranath Chakraborty tại Hội chợ sách quốc tế Kolkata, 2017.

Là một sinh viên tại Đại học Costa Rica, cô đã học bằng đại học về tâm lý học. Sau khi tốt nghiệp, cô tiếp tục việc học để lấy bằng thạc sĩ văn học Mỹ Latinh và bằng thạc sĩ về quan hệ quốc tế và ngoại giao từ cùng một tổ chức. Sau khi đạt được thành công này, cô đã được trao học bổng cho ENA (École dứtAdAd Publique, Paris, Pháp) để bổ sung cho việc học của mình.  Năm 2005, Roxana Pinto được mệnh danh là Đại sứ của Costa Rica và, song song, cũng được đặt tên là đại biểu tại Cục Triển lãm Quốc tế. Trong cùng thời gian, cô đại diện cho Costa Rica tại UNESCO. Là một Đại sứ trong năm năm có trụ sở tại một quốc gia có phong cách quốc tế mạnh mẽ và có truyền thống văn học mạnh mẽ như Pháp, cô đã nắm lấy cơ hội để xây dựng cầu nối giữa hai quốc gia. Điều này cũng cung cấp một cửa ngõ để truyền bá văn hóa Costa Rica trên phạm vi quốc tế.  Roxana Pinto đã kết hôn, có bốn người con và hiện đang cư trú tại Costa Rica. Cô là tác giả của một tập thơ sẽ được xuất bản trong tương lai gần và đang tích cực làm việc cho cuốn tiểu thuyết tiếp theo của mình.

## Danh sách công việc
- Ida y vuelta. [1] (Tiểu thuyết). Uruk, San Jose, CR 2016.
- Donde ellas. [2] (Tiểu thuyết). Perro Azul, San Jose, CR, 2004.
- Frida Khalo: una experencia de límites. [2] (Tiểu luận) Biên tập Plaza y Valdes, Mexico, y Biên tập Đại học de Costa Rica, 2001.
- Noticia de silencio. [3] (Thơ). Biên tập Đại học Nacional, San José, CR. 1996.

## Giải thưởng
- Sĩ quan tại Huân chương Danh dự Quốc gia Pháp
- Noticia de silencio đã nhận được giải nhất về thơ từ cuộc thi của Đại học Quốc gia Costa Rico, UNA Palabra,[3]
- Bộ Ngoại giao Costa Rica đã trao cho cô một sự công nhận danh dự để đánh giá cao công việc được thực hiện với tư cách là Đại sứ Costa Rica ở Pháp
- Bài thơ của cô, En Alas de la Paz, đã nhận được giải thưởng đặc biệt từ ban giám khảo của IV IV CERTAMEN NỘI BỘ NUEVAS VOCES PARA LA PAZ, năm 2016. Seattle, Washington.[4]
- Roxana Pinto đã có mặt, đại diện cho Costa Rica, trong Hội chợ sách quốc tế Kolkata lần thứ 41, vào tháng 1 năm 2017.[5][6]